# Cocoa Beach
Cocoa Beach is een plaats (city) in de Amerikaanse staat Florida, en valt bestuurlijk gezien onder Brevard County.

## Demografie
Bij de volkstelling in 2000 werd het aantal inwoners vastgesteld op 12.482.
In 2006 is het aantal inwoners door het United States Census Bureau geschat op 12.171, een daling van 311 (-2.5%).

## Geografie
Volgens het United States Census Bureau beslaat de plaats een oppervlakte van
39,0 km², waarvan 12,7 km² land en 26,3 km² water. Cocoa Beach ligt op ongeveer 0 m boven zeeniveau.

## Plaatsen in de nabije omgeving
De onderstaande figuur toont nabijgelegen plaatsen in een straal van 16 km rond Cocoa Beach.

## Geboren
- Nancy Jan Davis (1953), astronaute
- Kelly Slater (1972), professionele golfsurfer